# Alnair
Alnair (Alfa Gruis, α Gru) – najjaśniejsza gwiazda w gwiazdozbiorze Żurawia. Odległa od Słońca o około 101 lat świetlnych.

## Nazwa
Arabska nazwa gwiazdy pochodzi od arabskiej frazy ‏النّيّر من ذنب الحوت‎ al-Nayyir min Dhanab al-hūt co oznacza „ta jasna należąca do ogona ryby”. Arabowie zaliczali tę gwiazdę do konstelacji Ryby Południowej. Międzynarodowa Unia Astronomiczna w 2016 formalnie zatwierdziła użycie nazwy Alnair dla określenia tej gwiazdy.

## Charakterystyka obserwacyjna
Jest to jasna gwiazda nieba południowego, niewidoczna na szerokościach geograficznych powyżej 42° N (m.in. z terytorium Polski). Jej obserwowana wielkość gwiazdowa to 1,73m, zaś wielkość absolutna jest równa –0,72m.

## Właściwości fizyczne
Jest to błękitna gwiazda należąca do typu widmowego B6. Ma temperaturę 13 500 K i jasność 380 razy większą niż jasność Słońca. Jej promień jest 3,3 razy większy niż promień Słońca, a masa około czterokrotnie większa niż masa Słońca. Jak wiele gwiazd tego typu, szybko obraca się wokół osi, z prędkością równą na równiku 236 km/s, 120 razy większą niż Słońce. Jej widmo jest nieskomplikowane, z niewieloma liniami absorpcyjnymi i stanowi punkt odniesienia do badań materii międzygwiazdowej. Gwiazda kończy lub zakończyła okres syntezy wodoru w hel w jądrze, jest na etapie pośrednim między gwiazdami ciągu głównego a podolbrzymami.